# حاجي يوسفلو عليا
حاجي يوسفلو عليا هي قرية في مقاطعة ميانة، إيران. عدد سكان هذه القرية هو 213 في سنة 2006.